# Il giorno del lupo
(Carlo Lucarelli)
Il giorno del lupo è un romanzo di Carlo Lucarelli del 1994, con protagonista il poliziotto Coliandro.
Il libro ha avuto una trasposizione televisiva nel 2006, nel primo episodio della serie televisiva L'ispettore Coliandro.

## Struttura
Il libro è costituito da diciannove capitoli, numerati romanamente, spesso preceduti da un capitoletto non numerato costituito da fittizi stralci d'intercettazioni e frasi tratte da servizi giornalistici. Uno dei redattori di tali servizi, nell'economia del romanzo, si chiama proprio Carlo Lucarelli.

## Trama
Il sovrintendente Coliandro della questura di Bologna per punizione è stato trasferito allo spaccio. Mentre fa visita ad un collega, rincontra la sua vecchia conoscenza Simona Stanzani detta Nikita, che ora lavora come fattorina per una ditta di pony express e si è accorta che uno dei pacchi che avrebbe dovuto consegnare conteneva duecento milioni di lire in contanti, oltre a diversi floppy disk che risultano protetti. Per timore di attirarsi le ire di qualche organizzazione criminale alla quale i soldi possano appartenere, Nikita decide comunque di consegnare il pacco al destinatario, il ragionier Federico Maltoni, chiamando Coliandro perché le faccia da guardia del corpo. La villa di Maltoni, dalla quale è uscito poco prima un uomo col codino, sembra però disabitata; Coliandro v'irrompe e vi trova il padrone di casa morto e parzialmente mangiato dai cani da guardia, che abbatte con la sua pistola.
Nikita fa decrittare i dischetti da un hacker suo amico: questi rivelano contenere i movimenti di ripulitura di denaro sporco della mafia, per mezzo di diverse attività commerciali gestite in Emilia-Romagna.
Coliandro decide allora di raccontare le sue scoperte al dottor Malerba della Direzione Distrettuale Antimafia, un magistrato di cui ha grande stima. Tuttavia nel suo ufficio non lo trova; incontra invece la sua sostituta, la dottoressa Stefania Longhi, che si dimostra scettica verso il racconto di Coliandro, anche per una gaffe commessa da questi. Coliandro subisce poi un accoltellamento in un videonoleggio e si risveglia in ospedale agli arresti, accusato dalla Longhi di aver ucciso il ragionier Maltoni. Nikita va a trovarlo ma quando questa gli racconta di non aver visto nessun piantone di sorveglianza, il poliziotto s'insospettisce; in effetti il killer col codino è sulle loro tracce, e i due riescono a sfuggirgli solo con una fuga rocambolesca. Sotto la casa di Nikita, si accorgono che "Codino" li ha preceduti; riescono comunque a sfuggirgli di nuovo prendendo proprio la sua automobile, nella quale trovano una Colt .45 Grizzly, l'arma del sicario. Coliandro mette a punto un piano per catturare Codino e consegnarlo direttamente a Malerba, poiché sospetta che la Longhi sia in combutta con i mafiosi. Sfortunatamente, il colluso è invece Malerba, che dopo aver subito un attentato in cui per poco non è rimasto ucciso ha deciso di venire a patti col nemico, che gli procura anche la cocaina da cui è dipendente. Codino e un altro assassino coi baffetti cercano di farsi dire dove si trovano i duecento milioni, per i quali Maltoni è stato ammazzato e della cui scomparsa diversi affiliati si accusavano a vicenda nei giorni precedenti. A salvare la situazione arrivano le forze dell'ordine mandate dalla Longhi, che ha ottenuto delle informazioni in via confidenziale da un indagato.
Il dottor Malerba viene costretto a dimettersi per evitare uno scandalo, mentre Coliandro riceve un encomio e la promozione a ispettore. Alla cerimonia, fa la conoscenza di Massimo, il boyfriend di Nikita dal quale aspetta un bambino.

## Edizioni
- Carlo Lucarelli, Il giorno del lupo, collana Nervi, Bologna, Granata, 1994, ISBN 88-7248-097-3.
- Carlo Lucarelli, Il giorno del lupo: una storia dell'ispettore Coliandro, Einaudi tascabili. Stile libero 504, Torino, Einaudi, 1998, ISBN 88-06-14861-3.
- Carlo Lucarelli, Falange armata; Il giorno del lupo: una storia dell'ispettore Coliandro, Milano, Mondolibri, 2002.
- Carlo Lucarelli, Il giorno del lupo: una storia dell'ispettore Coliandro, Einaudi Stile libero, Torino, Einaudi, 2007, ISBN 978-88-06-19365-2.
- Carlo Lucarelli, L'ispettore Coliandro: Nikita; Falange armata; Il giorno del lupo, Super ET, Torino, Einaudi, 2009, ISBN 978-88-06-20095-4.